# Saules Akmens
Der Saules akmens (auf deutsch Sonnenstein) ist der lettische Hauptsitz der Swedbank. Das Gebäude befindet sich am linken Ufer des Flusses Düna, gegenüber der historischen Altstadt Rigas.
Die Arbeiten an dem Gebäude begannen am 14. Februar 2003. Fertiggestellt wurde es schließlich am 17. November 2004. Die Baukosten beliefen sich auf rund 20 Millionen US-Dollar. Der Sonnenstein umfasst eine Nutzfläche von 29.908 m² und ist mit einer Gesamthöhe von 122 Metern das höchste Gebäude der lettischen Hauptstadt und nach dem Rigaer Fernsehturm das zweithöchste Bauwerk der Metropole. Seit Fertigstellung der Zunda Towers im Jahr 2015 ist der Sonnenstein nur noch das dritthöchste Bauwerk der Stadt.

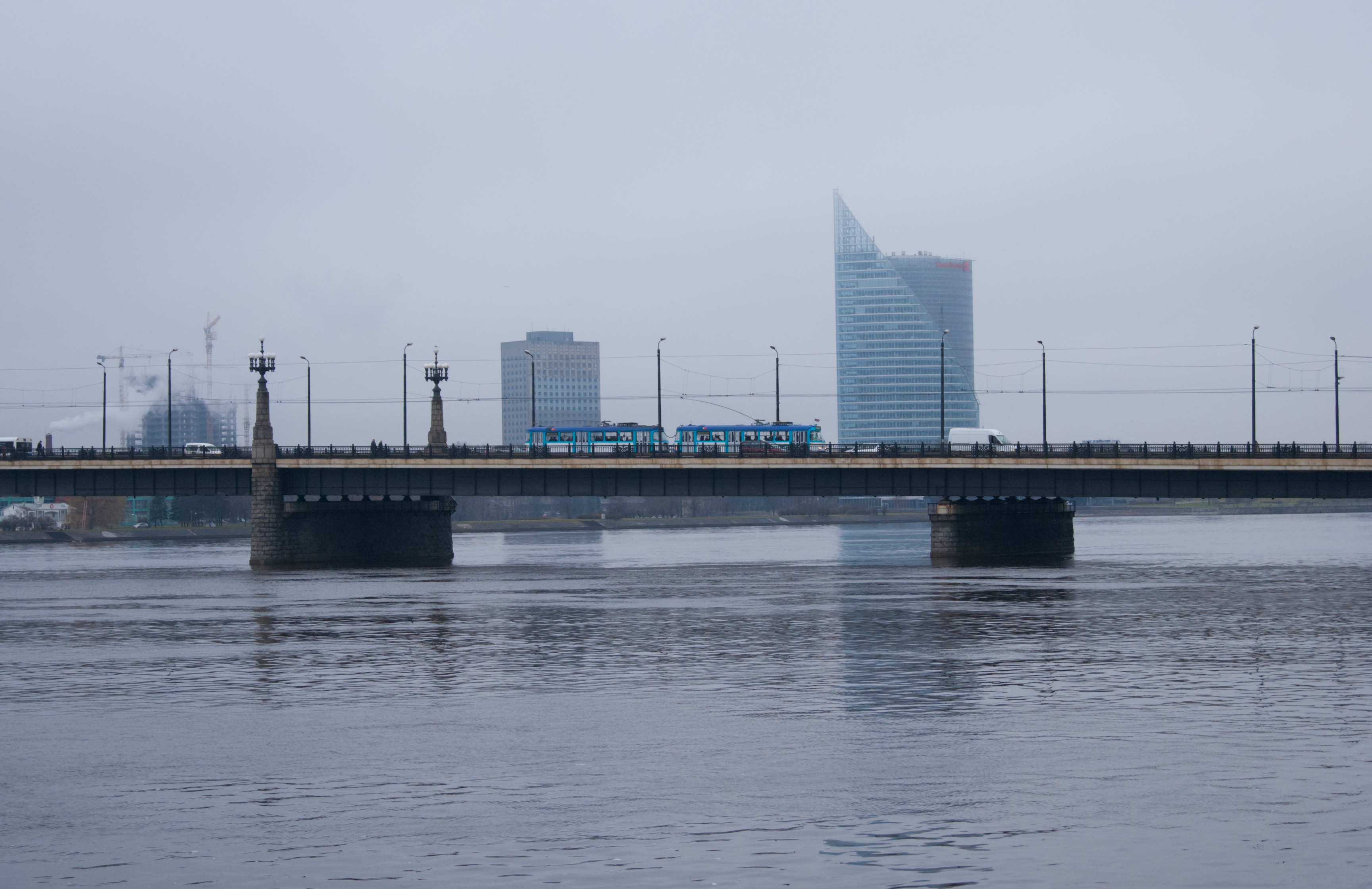
Die Rigaer Skyline mit der Steinbrücke im Vordergrund